# El Socorro
El Socorro é uma cidade venezuelana, capital do município de El Socorro.